# Osvaldas Matulionis
Osvaldas Matulionis (Šiauliai, 19 agosto 1991) è un cestista lituano.

## Palmarès
- Lega Baltica: 1

Lietkabelis: 2011-12